# Baśń

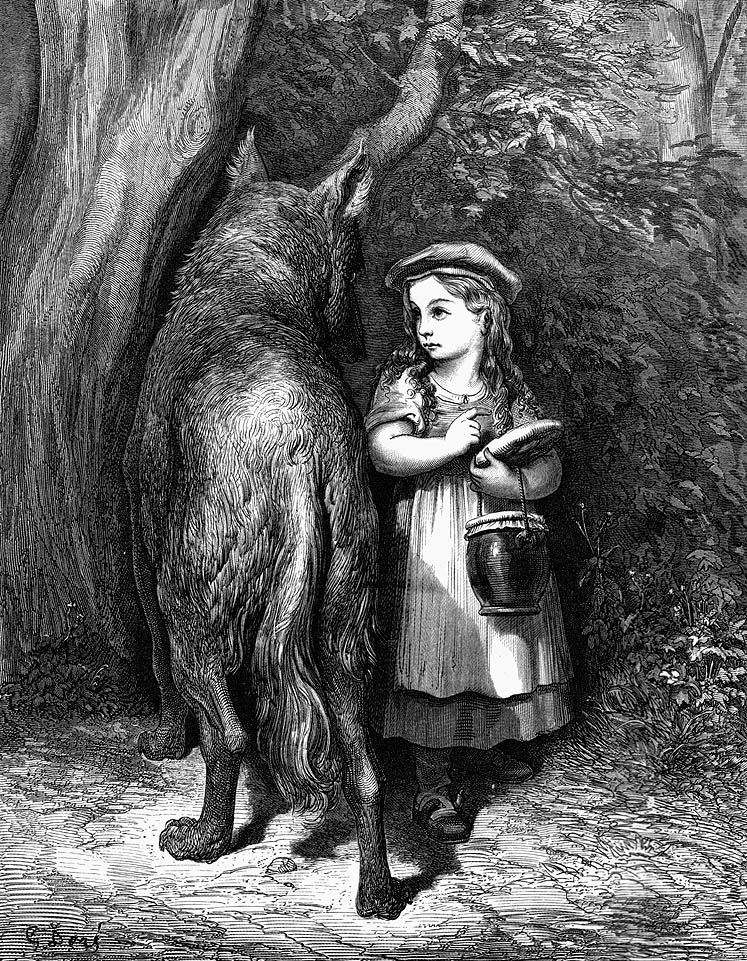
Litografia Gustave’a Doré przedstawiająca Czerwonego Kapturka z wilkiem.

Baśń („bajka magiczna”) – jeden z fantastycznych gatunków epickich, zazwyczaj niewielkich rozmiarów, przynależy do folkloru.
Bajka magiczna (fantastyczna) – zwana niekiedy baśnią lub klechdą jest najbardziej typowym i charakterystycznym okazem bajki ludowej, określa się ją czasem mianem „bajki właściwej”. Terminy, które się do niej stosuje, podkreślają jej cechę podstawową, domieszkę lub nawet przewagę pierwiastków fikcyjnych, fantastycznych, cudownych czy czarodziejskich nad realnymi, ludzkimi. Są to pierwiastki te same, które występują w religii, wyrastają z dawnych wierzeń magicznych, od religijnych zaś różnią się tym tylko, że nie mają oficjalnego uznania, nie wchodzą do kanonu wierzeń, reprezentowanego przez taką czy inną organizację religijną. Jako że przedstawicielką sił magicznych, zazwyczaj przyjaznych człowiekowi, bywa istota męska lub kobieca, w języku angielskim zwana Fairy, we francuskim Fée, co w polszczyźnie oddaje się wyrazem wróżka, skąd terminy angielskie i francuskie na oznaczenie danej kategorii bajek.
Dominują w niej elementy fantastyki; opowiada o siłach nadprzyrodzonych, cudownych zdarzeniach, nadnaturalnych postaciach i zjawiskach. Jednymi z ważniejszych cech baśni są nieokreślony czas, miejsce akcji oraz autor, ponieważ baśnie były wielokrotnie przeobrażane przez bajkopisarzy - ich pierwowzór, podobnie jak twórca, zatarły się w pamięci. Zawiera ludową mądrość, przedstawia wierzenia ludowe i magiczne; baśń może przenikać się z podaniami, legendami, opowiadaniami wspomnieniowymi.
Baśń literacka – określa się tak opowiadania pisarzy, które mają cechy ludowe i krajowe. Rozwijała się ona równolegle do podejmowanych od początku XIX wieku prób naukowego podejścia do tradycji ludowej, a spopularyzował ją Hans Christian Andersen. Baśń literacka nie jest częścią folkloru, ponieważ powstaje odgórnie i stanowi przykład folkloryzmu. Idąc za esejem Stanisława Lema „Fantastyka i futurologia” takowe zjawisko literackie można wliczyć do fantastyki.

## Analiza Brunona Bettelheima
Zdaniem Brunona Bettelheima baśń ukazuje problemy egzystencjalne w sposób zwarty i prosty, w formie przyswajalnej dla dziecka. Jej specyficzne cechy (m.in. odszczegółowienie fabuły oraz bohaterowie, którzy reprezentują określony typ, a nie niepowtarzalne indywiduum) sprawiają, że baśń może dostarczyć dziecku objaśnień dotyczących jego własnej psychiki i wspiera rozwój dziecięcej osobowości, dojrzewanie.
Bruno Bettelheim wskazuje na stałe motywy w baśniach, pozwalające dziecku pokonać lęki przed dorastaniem i usamodzielnieniem, oderwaniem od rodziców oraz lęki związane z płcią przeciwną. Baśnie zdaniem Bettelheima pełnią funkcję terapeutyczną, a także przekazują podstawową wiedzę na temat kultury, w której dziecko dorasta.

## Cechy baśni
- „Oczywista cudowność” – brak wyraźnej granicy świata realnego i magicznego.
- Ukazuje ona dzieje ludzkich bohaterów swobodnie przekraczających granice między światem poddanym motywacjom realistycznym a sferą działania sił nadnaturalnych.
- Fantastyczny świat baśni jest zaludniony krasnoludkami, skrzatami, czarownicami, wróżkami, dobrymi i złymi duchami, królewiczami, rycerzami.
- Konstrukcja zdarzeń fabularnych jest nieskomplikowana.
- Zdarzenia rozgrywają się w nieokreślonym miejscu i czasie.
- Schemat kompozycyjny oparty jest na tryumfie dobra nad złem.
- Baśń utrwala zasadnicze elementy ludowego światopoglądu:
  - wiarę w nieustającą ingerencję mocy nadprzyrodzonych,
  - antropomorficzną wizję przyrody,
  - niepisane normy moralne,
  - ideały sprawiedliwych zachowań

## Motywy baśniowe
Do motywów baśniowych zaliczają się:
- motyw walki dobra ze złem.
- przenikanie się świata nadprzyrodzonego z realnym
- motyw zwycięstwa miłości, sprawiedliwości i dobra
- motyw mędrca. W baśniach często występuje postać, której wiedza jest ogromna, niedostępna dla większości śmiertelników. Mędrzec posiada także niesamowite moce służące wpływaniu na świat i inne osoby. Ta osoba jest swoistym wykładnikiem moralnym, drogowskazem dla innych bohaterów.
- motyw wędrówki
- motyw postaci nadprzyrodzonych, takich jak wróżki, trole i inne.

## Najsłynniejsze zbiory baśni
- Księga tysiąca i jednej nocy
- indyjska Pańćatantra
- zbiór Ch. Perraulta – Bajki Babci Gąski, 1697
- zbiór baśni zebranych przez braci Grimm – Kinder und Hausmärchen, 1812-1822
- baśnie napisane przez H.Ch. Andersena
- w Polsce znany zbiór również jako Baśnie i Legendy Polskie

## Baśnie ludowe
Pierwsze pełne europejskie wydanie Księgi tysiąca i jednej nocy zostało opublikowane po francusku w 12 tomach przez Antoniego Gallanda w latach 1704–1707.

### Europejskie baśnie ludowe
- Giovanni Francesco Straparola, Rozkoszne noce, przełom XV i XVI wieku
- Giambattista Basile, Baśń nad baśniami (1634-1636)
- Charles Perrault, Historie i baśnie z dawnych czasów z pouczeniami moralnymi znany pod tytułem Bajki Babci Gąski (1697)
- Jakub i Wilhelm Grimm, Kinder und Hausmärchen (Baśnie dla dzieci i domu), 1812-1822

#### Polskie baśnie ludowe
Zbiory bez opracowania literackiego:
- Oskar Kolberg, Lud, jego zwyczaje, sposób życia, mowa, zabawy, pieśni, muzyka i tańce (1857)
- Roman Zwoliński, Z powieści i pieśni górali beskidowych (1889)
- Lucjan Malinowski, Powieści ludu polskiego na Śląsku (1900-1903)

Zbiory opracowane literacko:
- Kazimierz Władysław Wóycicki, Klechdy, starożytne podania i powieści ludu polskiego i Rusi (1837)
- Ryszard Berwiński, Powieści wielko-polskie (1840) Wersja cyfrowa
- Karol Baliński, Powieści ludu spisane z podań (1842)
- Roman Zmorski, Podania i baśni ludu w Mazowszu z dodatkiem kilku śląskich i wielkopolskich (1852)
- Antoni Józef Gliński, Bajarz polski (1852)
- Józef Chociszewski, Powieści i podania ludowe (1869)
- zbiór Woda żywa

Z polskich ludowych wątków i motywów korzystali autorzy w następujących dziełach:
- Adolf Dygasiński, Cudowne bajki (1896)
- Jan Kasprowicz, Bajki, klechdy i baśnie (1902)
- Kornel Makuszyński, Bardzo dziwne bajki (1916)
- Hanna Januszewska, Z góry na Mazury (1932 albo 1933)
- Bolesław Leśmian, Klechdy polskie (Londyn 1956, Warszawa 1959)
- Janina Porazińska, Czarodziejska księga (1961)
- Joanna Papuzińska, Cudowna studzienka. Baśnie polskie (2013)

## Baśnie literackie

### Europejskie baśnie literackie
- Piękna i Bestia – Gabrielle-Suzanne Barbot de Villeneuve (1740) oraz Jeanne-Marie Leprince de Beaumont (1757)
- H.Ch. Andersen, Baśnie opowiedziane dzieciom (od 7 tomu: Baśnie) (1835-1872)
- William Makepeace Thackeray, Pierścień i róża (1855)
- Lewis Carroll – Alicja w Krainie Czarów (1865) i jej kontynuacja Po drugiej stronie lustra (1872)

#### Polskie baśnie literackie
Pierwszą polską baśnią literacką był utwór O krasnoludkach i o sierotce Marysi Marii Konopnickiej z 1896 roku.